# فیلیپو دال مورو
فیلیپو دال مورو (انگلیسی: Filippo Dal Moro؛ زادهٔ ۱۱ اوت ۱۹۷۰) بازیکن فوتبال اهل ایتالیا است.
از باشگاه‌هایی که در آن بازی کرده‌است می‌توان به باشگاه فوتبال آ.اس. رم، باشگاه فوتبال ونتزیا، باشگاه فوتبال اودینزه، باشگاه فوتبال پیستویزه، باشگاه فوتبال سمپدوریا، باشگاه فوتبال آ. ا. ک آتن، باشگاه فوتبال امپولی، باشگاه فوتبال نووارا، و باشگاه فوتبال ترنانا اشاره کرد.